# Луїс Медіна Канталехо
Луїс Медіна Канталехо (ісп. Luis Medina Cantalejo, 1 березня 1964, Севілья) — іспанський футбольний арбітр. Арбітр ФІФА з 2002 року. Був одним з найкращих рефері Іспанії початку 21 століття і неодноразово обслуговував матчі Ель Класіко.
Канталехо живе в іспанському місті Томарес недалеко від Севільї.

## Суддівська кар'єра
Луїс походить із династії арбітрів: його батько і дід також судили футбольні матчі Прімери. Сам він провів перший матч як професійний суддя в 1995 році, а в 1998 році відбувся його дебют у Прімері — це був матч «Реал Сосьєдад» — «Ов'єдо». До 2002 року Луїс потрапив до списку топ-арбітрів ліги і став отримувати призначення на головні матчі, у тому числі між «Реалом» і «Барселоною». З тих пір він вважається одним з провідних рефері Іспанії.
Луїс Медіна Канталехо неодноразово обслуговував матчі Ліги Чемпіонів і Кубка УЄФА, міжнародні матчі за участю збірних команд (з 2004), хоча на фінальну частину Євро-2008 не потрапив.
У матчі 1/8 фіналу чемпіонату світу з футболу 2006 року між збірними командами Італії та Австралії. 
20 травня 2009 року Луїс Медіна Канталехо судив останній фінал Кубка УЄФА.

### Вилучення
У ході кар'єри Канталехо не раз траплялося вилучати з поля відомих футболістів. Зокрема, червоні картки від нього отримували Девід Бекхем, Луїш Фігу та Марко Матерацці. Жовті картки Канталехо теж не шкодував.
Також Луїс взяв участь у досить відомому епізоді, що стався в фінальному матчі чемпіонату світу 2006 року між збірними Франції та Італії, на якому Канталехо був резервним арбітром. Головний суддя пропустив епізод, коли Зінедін Зідан вдарив Марко Матерацці. У підсумку Зідан все одно був видалений, але тільки після підказки Канталехо. Згодом Луїс зазнав звинувачень, що і сам він помітив порушення тільки після перегляду відеоповтору (використання суддями відеоповторів на той момент у футболі офіційно заборонено).

## Цікаві факти
- Насправді Луїс збирався стати футболістом, а у рефері перекваліфікувався «тимчасово» за порадою батька на третьому курсі, щоб уникнути проблем з сесією.
- У 2005 році Канталехо судив матч чемпіонату Росії між ЦСКА і «Зенітом».
- На чемпіонат світу 2006 року Луїс потрапив тільки завдяки тому, що двоє інших арбітрів — помічники Мануеля Мехуто Гонсалеса — не пройшли тести з фізичної підготовки[5].
- Перший же свій суперматч між «Барселоною» і «Реалом» Канталехо був змушений зупинити на 12-й хвилині після того, як в Луїша Фігу від уболівальників «Барселони» прилетіла свиняча голова.